# Beretta 950 Jetfire
La Beretta 950 Jetfire è una pistola semiautomatica prodotta dalla Beretta dal 1952.

## Sviluppo
La Jetfire è stata sviluppata come una pistola di piccole dimensioni utile come arma di backup occultabile.

## Tecnica

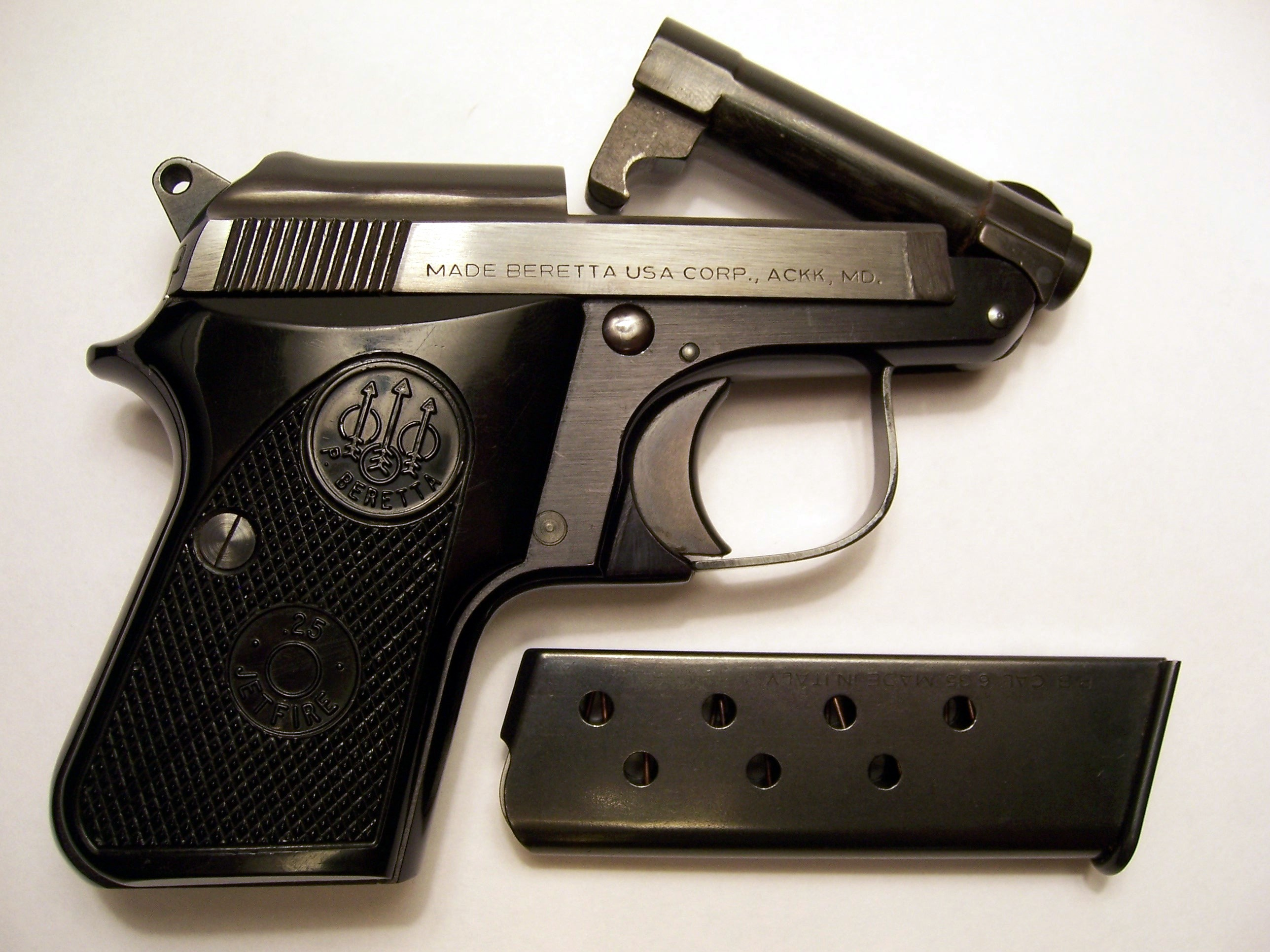
Una Beretta 950 con canna basculata in avanti

L'arma utilizzava il sistema a chiusura labile e il grilletto sfruttava la configurazione ad azione singola. L'intelaiatura dell'arma era costruita in lega di alluminio, mentre la slitta e il fusto erano in acciaio al carbonio. L'impugnatura era invece in plastica.
I primi modelli non erano dotati della leva di sicurezza esterna, ma in seguito questa soluzione venne cambiata. Come munizioni la Jetfire utilizzava cartucce .25 ACP, .22 LR, .22 Short. Il caricatore poteva ospitare otto colpi più uno in canna, o 6 + 1 per le calibro .22.
Non vi è un estrattore, quindi i bossoli vengono espulsi dalla sola forza del rinculo. La canna bascula in avanti, per rimuovere eventuali inceppamenti.